# GPR68
GPR68 (англ. G protein-coupled receptor 68) – білок, який кодується однойменним геном, розташованим у людей на короткому плечі 14-ї хромосоми. Довжина поліпептидного ланцюга білка становить 365 амінокислот, а молекулярна маса — 41 077.
| 10         |  | 20         |  | 30         |  | 40         |  | 50         |
| ---------- |  | ---------- |  | ---------- |  | ---------- |  | ---------- |
| MGNITADNSS |  | MSCTIDHTIH |  | QTLAPVVYVT |  | VLVVGFPANC |  | LSLYFGYLQI |
| KARNELGVYL |  | CNLTVADLFY |  | ICSLPFWLQY |  | VLQHDNWSHG |  | DLSCQVCGIL |
| LYENIYISVG |  | FLCCISVDRY |  | LAVAHPFRFH |  | QFRTLKAAVG |  | VSVVIWAKEL |
| LTSIYFLMHE |  | EVIEDENQHR |  | VCFEHYPIQA |  | WQRAINYYRF |  | LVGFLFPICL |
| LLASYQGILR |  | AVRRSHGTQK |  | SRKDQIQRLV |  | LSTVVIFLAC |  | FLPYHVLLLV |
| RSVWEASCDF |  | AKGVFNAYHF |  | SLLLTSFNCV |  | ADPVLYCFVS |  | ETTHRDLARL |
| RGACLAFLTC |  | SRTGRAREAY |  | PLGAPEASGK |  | SGAQGEEPEL |  | LTKLHPAFQT |
| PNSPGSGGFP |  | TGRLA      |  |            |  |            |  |            |

A: Аланін

C: Цистеїн

D: Аспарагінова кислота

E: Глутамінова кислота

F: Фенілаланін

G: Гліцин

H: Гістидин

I: Ізолейцин

K: Лізин

L: Лейцин

M: Метіонін

N: Аспарагін

P: Пролін

Q: Глутамін

R: Аргінін

S: Серин

T: Треонін

V: Валін

W: Триптофан

Кодований геном білок за функціями належить до G-білокспряжених рецепторів, білків внутрішньоклітинного сигналінгу.
Локалізований у клітинній мембрані.
GPR68 є одним з небагатьох механорецепторів, що не належить до іонних каналів. У ендотеліальних клітинах він відповідає за сприйняття напруження зсуву крові в судинах.